# Гусиные лапки (орнамент)

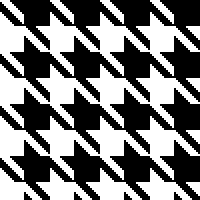
Гусиные лапки

Переплетения нитей в квадрате саржи

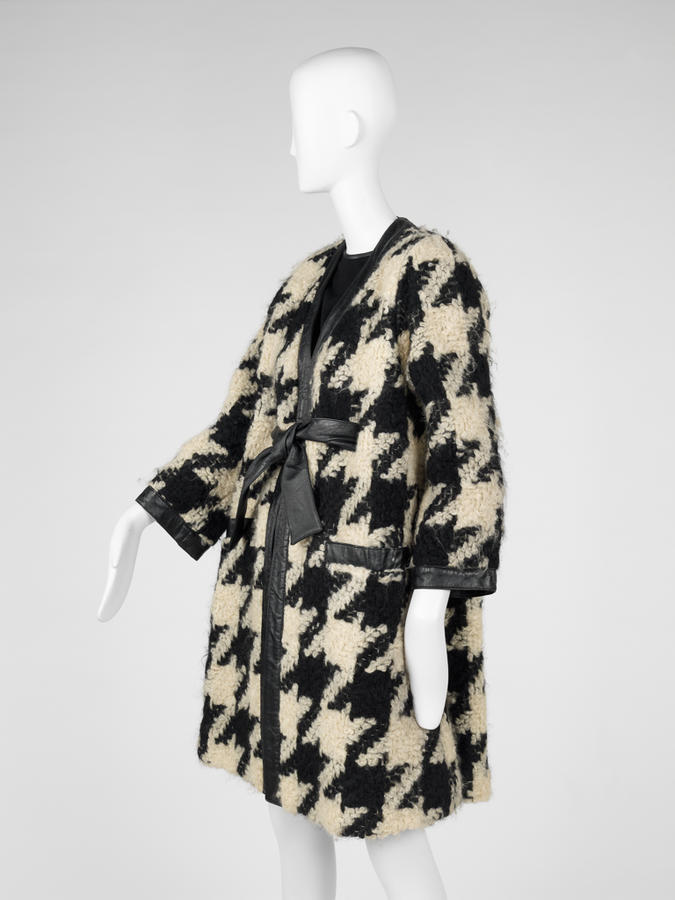
Женское пальто в крупную лапку от модельера Бонни Кэшин, 1968

Гуси́ные ла́пки (пье-де-пуль от фр. pied-de-poule, «куриная лапка»), собачий зуб (англ. houndstooth), также ломаная клетка — двухцветный геометрический орнамент, обычно использующийся в текстиле и представляющий собой многократно повторяющиеся симметричные ряды ломаных клеток или абстрактных многоугольников. Традиционное цветовое решение — белый и чёрный цвета, хотя возможны и любые другие сочетания.
Гусиные лапки являются традиционным узором переплетения шерстяных нитей в Шотландии, хотя в настоящее время используются и в других тканях. Традиционно этот узор формируется пересечением четырёх тёмных и четырёх светлых нитей в обеих основах ткани и заполнением или простым саржевым переплетением 2/2, две нити под, две нити над основой, каждый раз поднимая перекрытия на одну нить.
Способ переплетения нитей, в результате которого получается ткань, напоминающая ломаную клетку, с чередующимися тёмными и светлыми блоками 2 на 2 и 4 на 4 называется плетением Глен (Glen Plaid). Выполненное в контрастных ярких цветах, оно также известно как «клетка принца Уэльского» — орнамент вошёл в моду при принце Уэльском Эдуарде и пользовался популярностью в 1930-х — 1970-е годах.
«Гусиная лапка» был любимым орнаментом французского модельера Кристиана Диора. Он его использовал не только в тканях создаваемых нарядов, но и в дизайне упаковки (коробка и сам флакон) своих первых духов Miss Dior (1947), а также в его рекламе.  

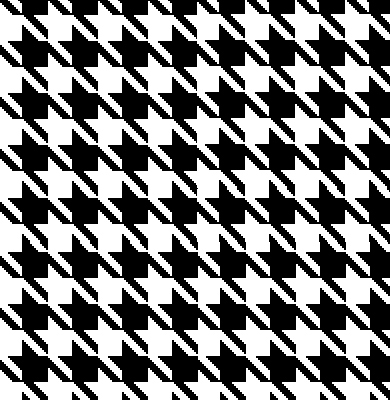
Традиционная чёрно-белая расцветка
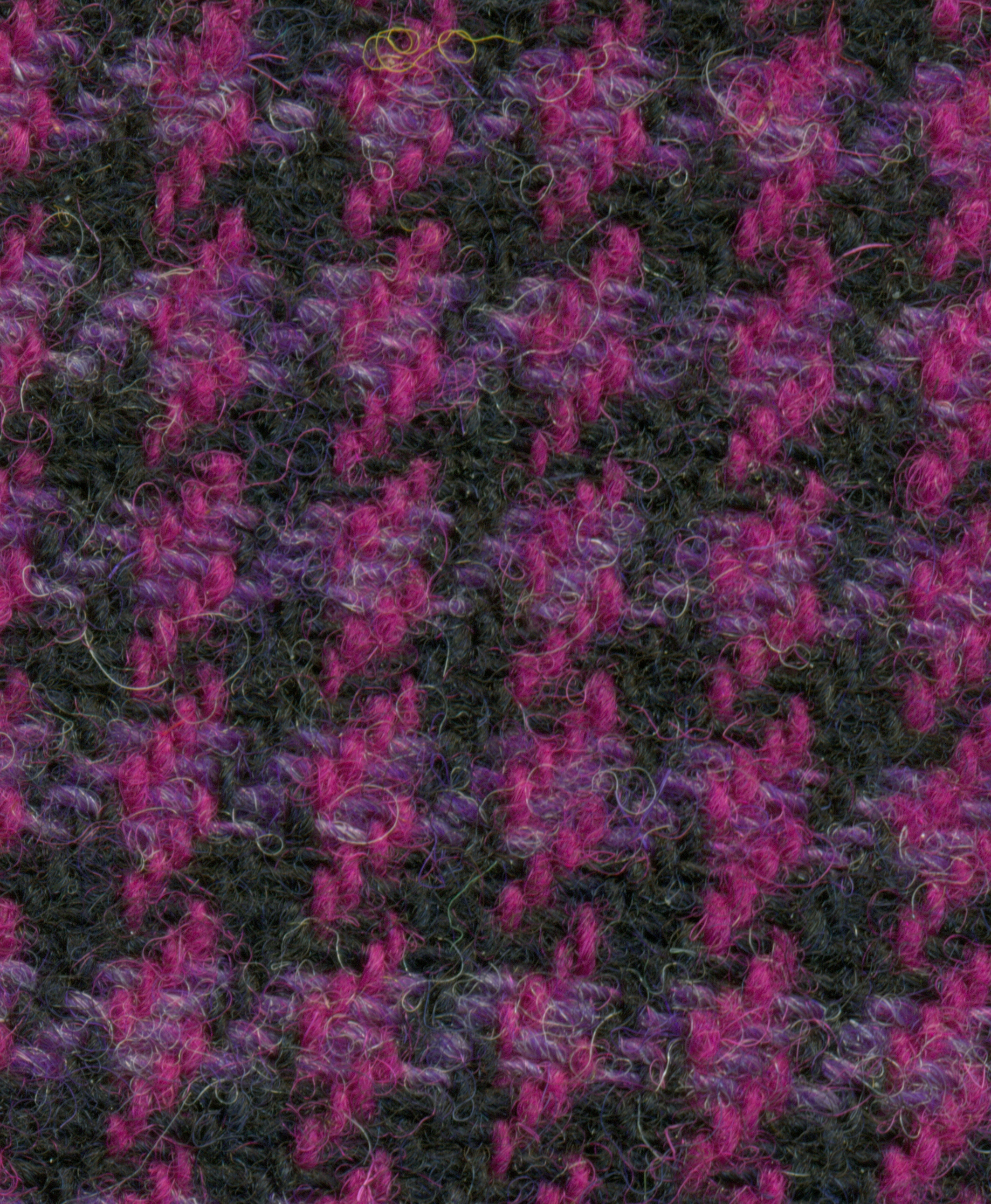
Фрагмент сотканного вручную твида «Харрис» в ярких цветах
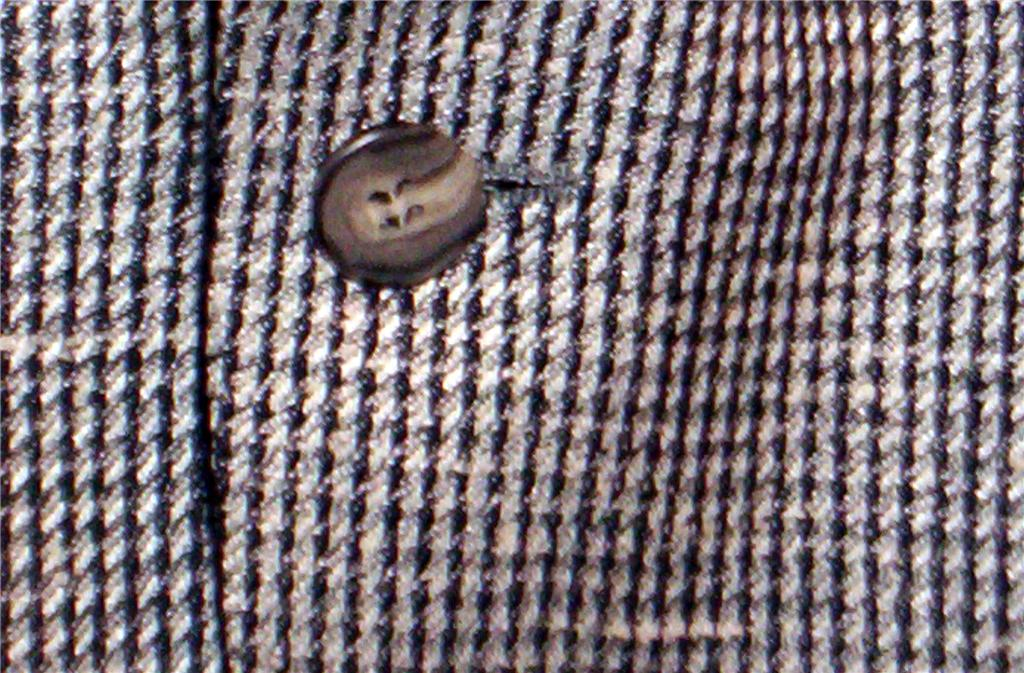
Фрагмент мужского пиджака в лапку от фирмы Lanvin
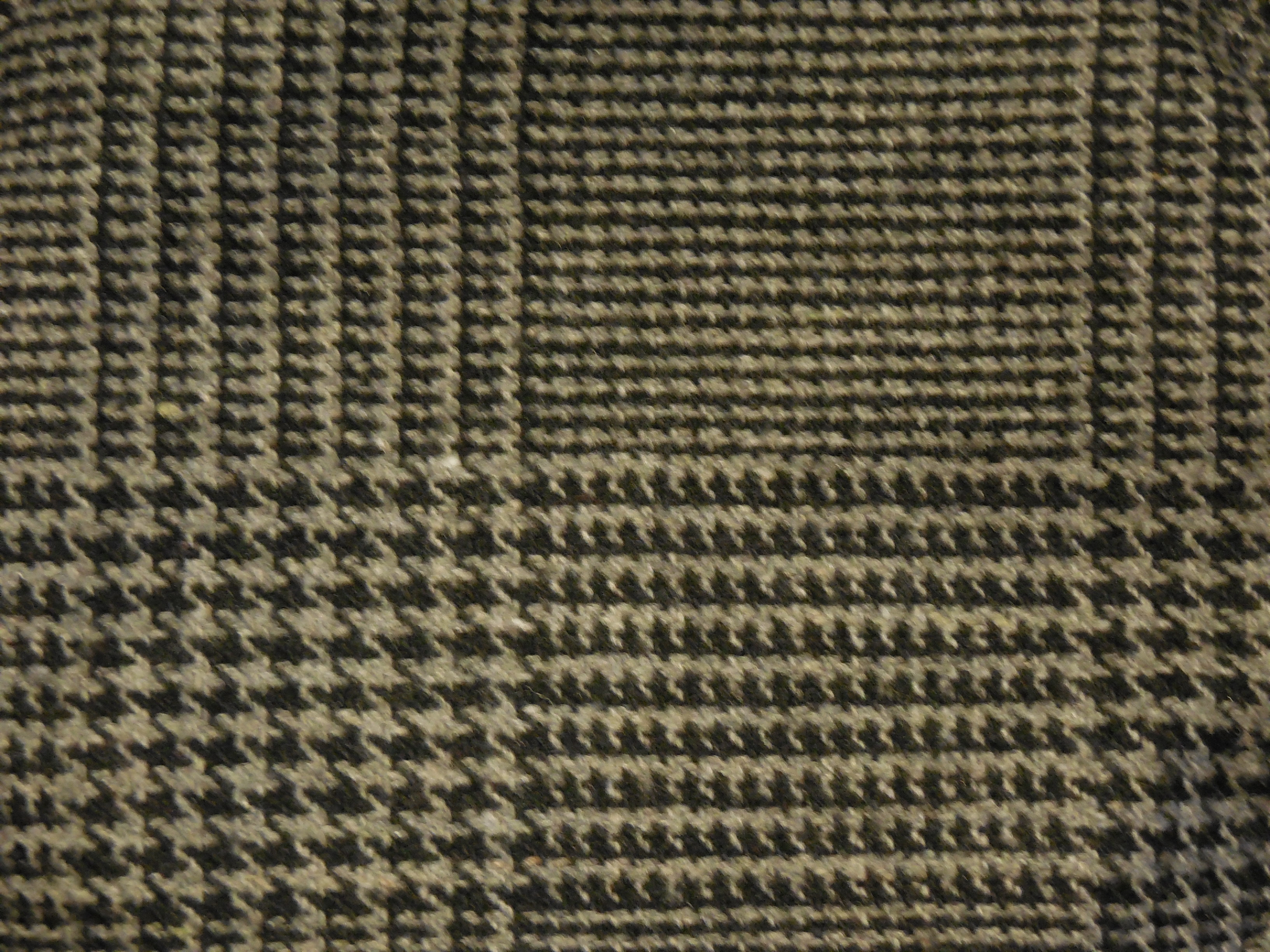
Клетка «глен»[англ.]